# Spottiswoode Aitken
Frank Spottiswoode Aitken (Edimburgo, Escócia, 16 de abril de 1868 – Los Angeles, Califórnia, 26 de fevereiro de 1933) foi um ator escocês, ativo nos Estados Unidos durante o período do cinema mudo. Interpretou o papel de Dr. Cameron no drama épico de D. W. Griffith's The Birth of a Nation.

## Filmografia selecionada
- The Battle (1911)
- The Angel of Contention (1914)
- The Girl in the Shack (1914)
- Home, Sweet Home (1914)
- The Green-Eyed Devil (1914)
- The Avenging Conscience (1914)
- Captain Macklin (1915)
- The Birth of a Nation (1915)
- The Flying Torpedo (1916)
- Intolerance (1916)
- Acquitted (1916)
- An Innocent Magdalene (1916)